# Sznaucer miniaturowy

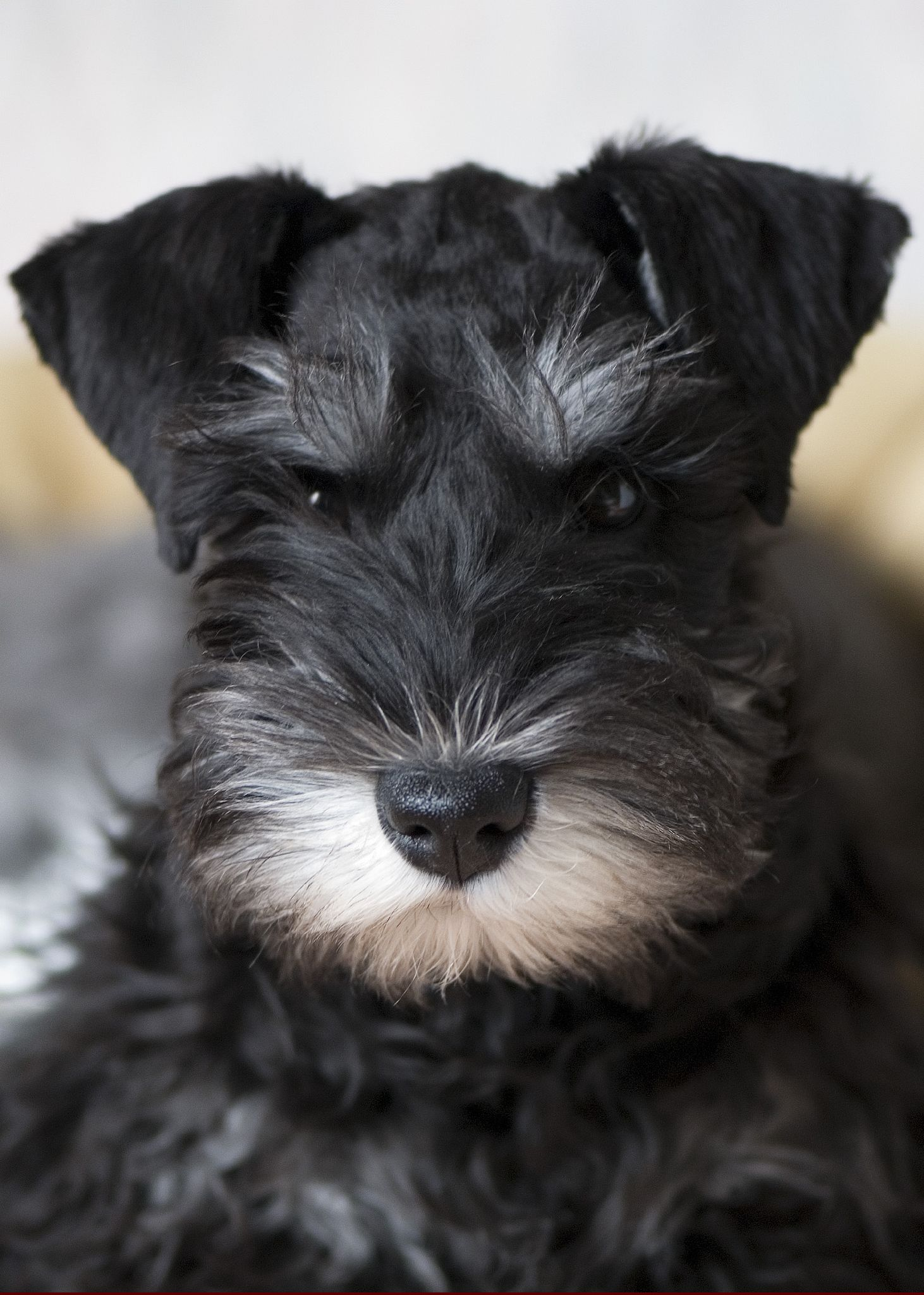
Szczenię sznaucera miniaturowego

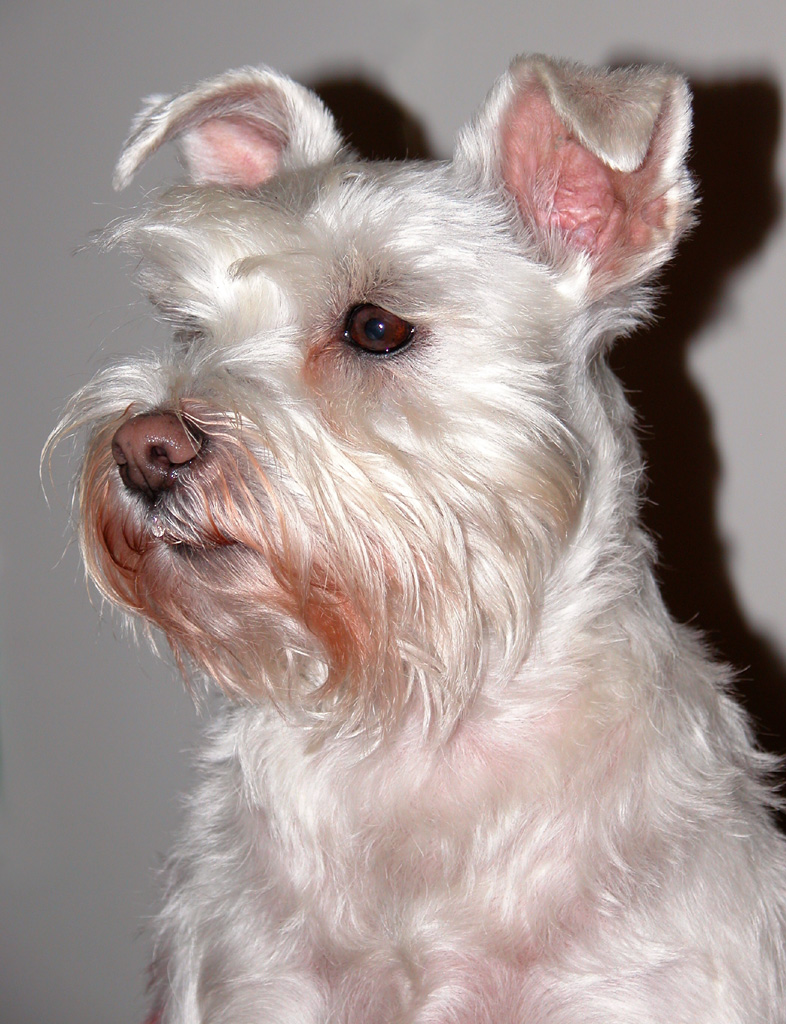
Sznaucer biały - tego typu umaszczenie u sznaucerów miniaturowych jest wynikiem braku pigmentu we włosie (albinizm), a nie rezultatem obecności białego barwnika.

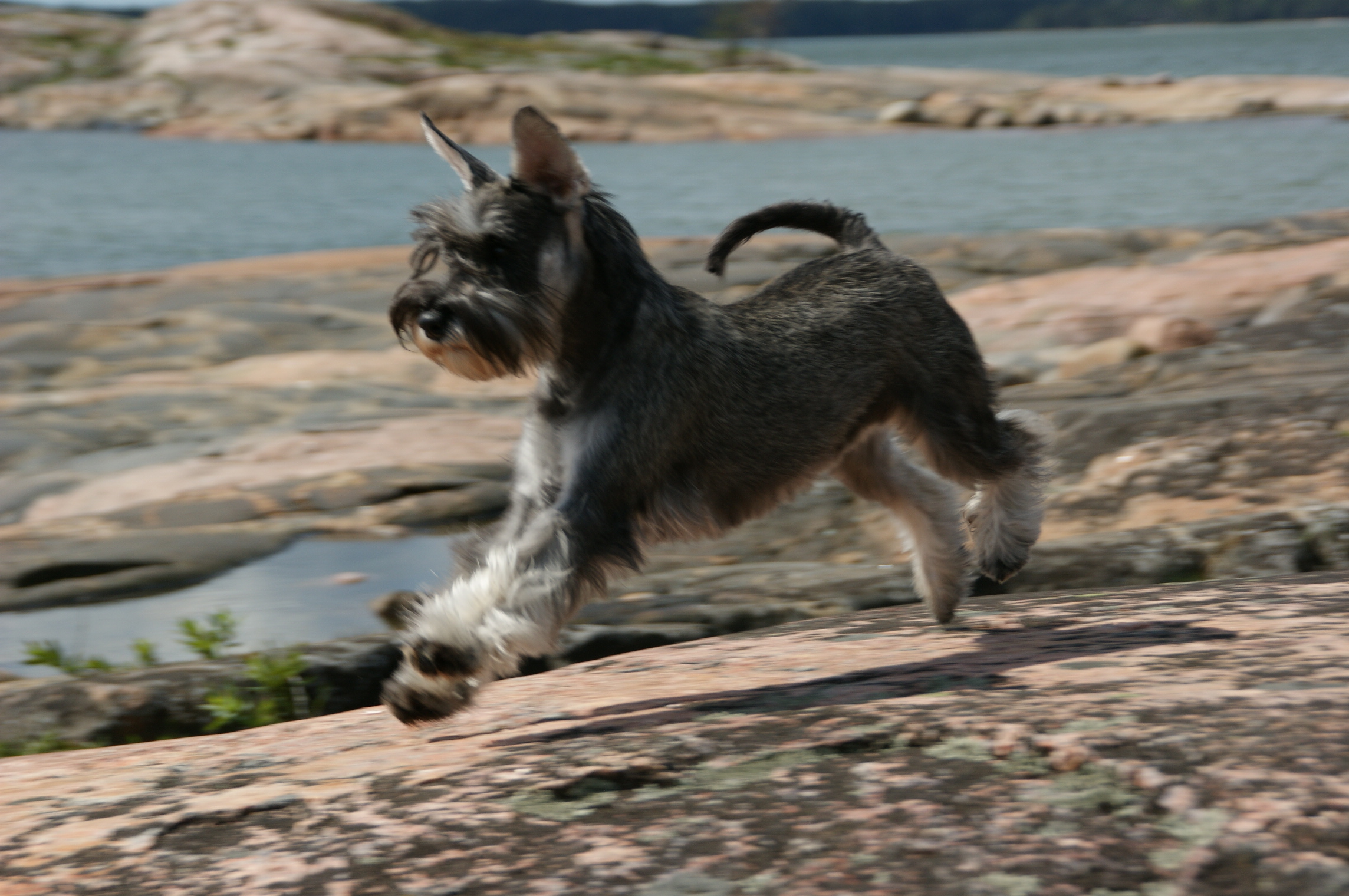
Sznaucer o umaszczeniu określanym jako czarno-srebrne

Sznaucer miniaturowy – rasa psów, należąca do grupy pinczera i sznaucera, molosowatych, szwajcarskich psów pasterskich i innych ras. Jest zaklasyfikowana do sekcji psów typu pinczera i sznaucera - w podsekcji sznaucery. Typ dogowaty. Nie podlega próbom pracy.

## Pochodzenie rasy
Sznaucer miniaturowy wywodzi się od małych psów o szorstkim owłosieniu, których używano do stróżowania przy gospodarstwach wiejskich na południu Niemiec i w Szwajcarii już w XIX wieku. Wówczas pies ten nazywany był szorstkowłosym pinczerem karłowatym. Ten typ psa odznaczał się dużą czujnością i skutecznością w tępieniu gryzoni. W XIX wieku sznaucery miniaturowe i affenpinczery były traktowane jako jedna rasa. Jednak affenpinczer ma cechy psa karłowatego, które u sznaucera miniaturowego nie powinny występować. Do rozdzielenia tych dwóch ras przyczynił się kynolog Josef Berta. Był on przeciwnikiem pinczerów małpich, o których mówił jako o "kreaturach o ułomnym ciele". Gdy w 1897 roku na wystawie w Erfurcie miał przystąpić do ich oceniania, po raz pierwszy zaświtała mu myśl, by - jak napisał w roku 1931 - "stworzyć miniaturową formę sznaucera" ze "zbieraniny, jaką określa się mianem pinczera małpiego". Ostatecznie wysiłki Berty doprowadziły jednak nie do wyeliminowania pinczerów małpich, lecz do powstania nowej rasy: od roku 1899 na wystawach osobno oceniano pinczera małpiego oraz miniaturowego pinczera szorstkowłosego, to jest dzisiejszego sznaucera miniaturowego.
Nazwa "sznaucer" pochodzi od zwycięzcy Trzeciej Międzynarodowej Niemieckiej Wystawy Psów w Hanowerze (1879), pinczera szorstkowłosego imieniem Schnauzer (w języku niemieckim Schnauze oznacza pysk).

## Budowa i wygląd
Sznaucery miniaturowe stanowią pomniejszenie większych sznaucerów. Miniatura nie powinna mieć defektów ras karłowatych (np. kulista czaszka, wyłupiaste oczy, cienka kość, krótka, spiczasta kufa). Sznaucer miniaturowy musi być zwartym, grubokościstym psem, o kwadratowej sylwetce. 
- Głowa: długa, mocna, stanowi połowę długości grzbietu. Kulista czaszka jest wadą.
- Czoło: płaskie, guz potyliczny niewidoczny.
- Kufa: długa, w formie ściętego klina. Stop powinien być wyraźnie zaznaczony. Krótka, spiczasta kufa jest wadą.
- Oczy: ciemne, nieduże, owalne, osadzone frontalnie. Powieki przylegające. Wadliwe jest oko duże, okrągłe, a w szczególności wyłupiaste.
- Nos: czarny, grzbiet nosa prosty.
- Uzębienie: kompletne, zgryz nożycowy. Zęby są duże, białe i zdrowe. Zbyt małe, źle wykształcone, noszące ślady przebytych chorób są wadami.
- Uszy: wysoko osadzone, załamane w połowie, mają kształt litery V, przylegają wewnętrzną krawędzią do głowy. Dawniej uszy były kopiowane, obecnie jest to zabronione.
- Szyja: proporcjonalnej długości, muskularna.
- Sylwetka: kwadratowa, sucha, elegancka. Tułów stanowi dwukrotność linii głowy. Linia suchego, zwartego grzbietu delikatnie opada od wysokiego kłębu do zaokrąglonego zadu.
- Kończyny: mocne, proste, dość szeroko, równolegle ustawione, o silnych stawach i ścięgnach. Łapy małe, okrągłe, zwarte.
- Ogon: gruby u nasady, szablasty lub sierpowaty.

Szata sznaucera miniaturowego składa się z miękkiego podszerstka i twardego włosa pokrywowego. Włos pokrywowy powinien być twardy i gęsty na całym ciele, a nie kręcony i nie nastroszony. Przy dotyku powinien sprężynować. Na kufie i nad oczami jest dłuższy, tworzy typową brodę i krzaczaste brwi. Standard przewiduje cztery rodzaje umaszczenia sznaucerów miniaturowych: czarne, czarno-srebrne, "pieprz i sól" i białe.

## Charakter
Sznaucer miniaturowy ma temperament małego psa, charakterem natomiast jest zbliżony do sznaucera średniego. Psy tej rasy są wierne i mocno przywiązane do swojego właściciela. Główne cechy sznaucera miniaturowego to inteligencja, pewność siebie, wytrwałość i czujność. Jest psem do towarzystwa, nadaje się również na psa stróżującego, może startować w wielu dyscyplinach kynologicznych. Przyjazny wobec dzieci, może jednak ścigać koty. Wykazuje silny instynkt myśliwski, stanowiący nieraz zagrożenie dla małych zwierząt (ptaki, gryzonie). Dobrze znosi warunki miejskie, ale ze względu na energiczne usposobienie potrzebuje długich spacerów.

## Zdrowie i pielęgnacja
Sznaucery miniaturowe są odporne na warunki pogodowe i wiele chorób. Rzadko występują u nich także choroby wrodzone, mają jednak skłonność do alergii pokarmowych. Niewłaściwy sposób odżywiania może powodować dolegliwości skórne lub problemy z trzustką. Sznaucer miniaturowy wymaga regularnego szczotkowania i trymowania. Długość życia: 12 do 15 lat.